# Kindesentziehung
In Österreich ist die Kindesentführung als Entziehung einer Person unter sechzehn Jahren gemäß § 195 StGB als Kindesentziehung strafbar. Strafbar ist neben der Entziehung auch das Verborgenhalten des Kindes. Entfernt sich das Kind selbst vom Erziehungsberechtigten, so ist auch das Hilfeleisten hierfür strafbar.
Der Täter ist nur auf Antrag des Erziehungsberechtigten zu verfolgen. Hat das entzogene Kind bereits das 14. Lebensjahr vollendet, so ist zur Verfolgung überdies die Ermächtigung des Jugendwohlfahrtsträgers notwendig.
Nicht zu bestrafen ist der Täter, wenn er Grund zur Annahme hat, dass das körperliche oder seelische Wohl des Kindes sonst ernstlich gefährdet wäre und der Täter den Aufenthalt des Kindes den Sicherheitsbehörden, Jugendwohlfahrtsträger oder dem Erziehungsberechtigten selbst ohne unnötigen Aufschub mitteilt. Es handelt sich hierbei um einen Rechtfertigungsgrund.